# Филмографија Џулије Робертс
Џулија Робертс је америчка глумица и продуценткиња која је дебитовала 1987. године у директно-на-видео филму Firehouse. Успон у каријери остварила је следеће године, глумећи у филму о одрастању Мистична пица (1988). За споредну улогу у комично-драмском филму Челичне магнолије (1989), освојила је Златни глобус за најбољу споредну глумицу.
Следећа улога Робертсове била је са Ричардом Гиром у изузетно успешној романтичној комедији Згодна жена (1990), за коју је освојила Златни глобус за најбољу глумицу у мјузиклу или комедији. Године 1991. појавила се у психолошком трилеру У кревету са непријатељем и играла Звончицу у фантастичној авантури Кука режисера Стивена Спилберга. Две године касније, Џулија је глумила у свом правном трилеру Досије пеликан, адаптацији истоименог романа Џона Гришама. Током касних 1990-их, тумачила је главне улоге у романтичним комедијама Венчање мог најбољег друга (1997), Нотинг Хил (1999) и Одбегла млада (1999).
Године 2000. постала је прва глумица која је зарадила 20 милиона долара за улогу еколошке активисткиње у биографском филму Ерин Брокович у режији Стивена Содерберга. Њена изведба донела јој је Оскара за најбољу глумицу, БАФТА награду за најбољу глумицу у главној улози и Златни глобус за најбољу глумицу у драми. Наредне године глумила је у романтичној комедији Омиљени пар (2001) и поново сарађивала са Содербергом у римејку комедије о пљачки Играј своју игру (2001). Џулија се 2003. појавила у драми Осмех Мона Лизе, за коју је добила тада рекордних 25 милиона долара. Следеће године глумила је у романтичној драми Блискост (2004) и поновила улогу у наставку Играј своју игру 2 (2004). Године 2006. позајмила је глас за два анимирана филма: Лукас у свету мрава и Шарлотина мрежа. Робертс је наставила да глуми у комично-драмским филмовима Рат Чарлија Вилсона (2007) и Једи, моли, воли (2010), а потом у филму Август у округу Осејџ (2013), за који је номинована за Оскара за најбољу споредну глумицу. Године 2016. играла је телевизијску продуценткињу у трилеру Игра новца, а наредне године мајку која се носи са сином који има Тричер Колинсов синдром у комичној драми Чудо.
Џулија је телевизијски деби имала у драмској серији Crime Story 1987. године. Пojавила се у крими-драмској серији Пороци Мајамија и телевизијском филму Срце од злата (оба из 1988). Године 1996. гостовала је у телевизијском ситкому Пријатељи. Њено гостовање у серији Ред и закон 1999. донело јој је номинацију за Еми награду за изванредног гостујућег глумца у драмској серији. Од 2014. године, Џулија је радила као извршни продуцент на четири филма из серијала American Girl. Прва три су била телевизијски филмови, док је четврти, Kit Kittredge: An American Girl, имао биоскопску премијеру 2008. Године 2014. Робертс је била нараторка епизоде документарне серије Makers: Women Who Make America и појавила се у филму Нормално срце. Улога у овом филму донела јој је номинацију за Еми награду за најбољу споредну глумицу у мини-серији или филму.

## Филм
| Година | Наслов                          | Улога                             | Напомена                             | Реф.                |
| ------ | ------------------------------- | --------------------------------- | ------------------------------------ | ------------------- |
| 1987.  | Firehouse                       | Бабс                              | непотписана улога; дирекнто-на-видео | [ 1 ] [ 16 ] [ 17 ] |
| 1988.  | Задовољство                     | Дарил Шејн                        |                                      | [ 18 ]              |
| 1988.  | Мистична пица                   | Дарил Шејн                        |                                      | [ 19 ]              |
| 1989.  | Blood Red                       | Мариса Колоджеро                  | снимљен 1986.                        | [ 17 ] [ 20 ]       |
| 1989.  | Челичне магнолије               | Шелби Итон Латчер                 |                                      | [ 21 ]              |
| 1990.  | Згодна жена                     | Вивијан Ворд                      |                                      | [ 22 ]              |
| 1990.  | Танка линија смрти              | Рејчел Манус                      |                                      | [ 23 ]              |
| 1991.  | У кревету са непријатељем       | Лора Вилијамс Берни / Сара Вотерс |                                      | [ 24 ]              |
| 1991.  | Умрети млад                     | Хилари О'Нил                      |                                      | [ 25 ]              |
| 1991.  | Кука                            | Звончица                          |                                      | [ 26 ]              |
| 1992.  | The Player                      | себе                              | камео                                | [ 27 ] [ 28 ]       |
| 1993.  | Досије пеликан                  | Дарби Шо                          |                                      | [ 29 ]              |
| 1994.  | Волим невоље                    | Сабрина Петерсон                  |                                      | [ 30 ]              |
| 1994.  | Висока мода                     | Ана Ајзенхауер                    |                                      | [ 31 ]              |
| 1995.  | Поверљиве приче                 | Грејс Кинг Бишон                  |                                      | [ 32 ]              |
| 1996.  | Мери Рајли                      | Мери Рајли                        |                                      | [ 33 ]              |
| 1996.  | Мајкл Колинс                    | Кити Кирнан                       |                                      | [ 34 ]              |
| 1996.  | Свако каже волим те             | Вон Сидел                         |                                      | [ 35 ]              |
| 1997.  | Венчање мог најбољег друга      | Џулијен Потер                     |                                      | [ 36 ]              |
| 1997.  | Теорија завере                  | Алис Сатон                        |                                      | [ 37 ]              |
| 1998.  | Маћеха                          | Изабел Кели                       | такође извршни продуцент             | [ 38 ]              |
| 1999.  | Нотинг Хил                      | Ана Скот                          |                                      | [ 39 ]              |
| 1999.  | Одбегла млада                   | Меги Карпентер                    | познат и под именом Згодна млада     | [ 40 ]              |
| 2000.  | Ерин Брокович                   | Ерин Брокович                     |                                      | [ 9 ]               |
| 2001.  | Мексиканац                      | Саманта Барзел                    |                                      | [ 41 ]              |
| 2001.  | Омиљени пар                     | Кетлин Кики Харисон               |                                      | [ 42 ]              |
| 2001.  | Играј своју игру                | Тес Оушн                          |                                      | [ 43 ]              |
| 2002.  | Велики шампион                  | Џолин                             |                                      | [ 44 ] [ 45 ]       |
| 2002.  | До краја                        | Франческа / Кетрин                |                                      | [ 46 ]              |
| 2002.  | Исповест опасног ума            | Патриша Вотсон                    |                                      | [ 47 ]              |
| 2003.  | Осмех Мона Лизе                 | Кетрин Ен Вотсон                  |                                      | [ 48 ]              |
| 2004.  | Tell Them Who You Are           | себе                              |                                      | [ 49 ]              |
| 2004.  | Блискост                        | Ана Камерон                       |                                      | [ 50 ]              |
| 2004.  | Играј своју игру 2              | Тес Оушн                          |                                      | [ 51 ]              |
| 2006.  | Лукас у свету мрава             | Хова                              | гласовна улога                       | [ 52 ]              |
| 2006.  | Шарлотина мрежа                 | Шарлот                            | гласовна улога                       | [ 53 ]              |
| 2007.  | Рат Чарлија Вилсона             | Џоан Херинг                       |                                      | [ 54 ]              |
| 2008.  | Свици у башти                   | Лиса Тејлор                       |                                      | [ 55 ] [ 56 ]       |
| 2008.  | Kit Kittredge: An American Girl | Н/Д                               | извршни продуцент                    | [ 57 ]              |
| 2009.  | Дволичност                      | Клер Стејнвик                     |                                      | [ 58 ]              |
| 2010.  | Дан заљубљених                  | капетан Кејт Хазелтајн            |                                      | [ 59 ]              |
| 2010.  | Једи, моли, воли                | Елизабет Гилберт                  |                                      | [ 60 ]              |
| 2011.  | Jesus Henry Christ              | Н/Д                               | извршни продуцент                    | [ 61 ] [ 62 ]       |
| 2011.  | Love, Wedding, Marriage         | Авина терапеуткиња                | гласовна улога                       | [ 63 ] [ 64 ]       |
| 2011.  | Лери Краун                      | Мерцедес Тајнот                   |                                      | [ 65 ]              |
| 2012.  | Огледалце, огледалце            | краљица Клементијана              |                                      | [ 66 ]              |
| 2013.  | Август у округу Осејџ           | Барбара Фордхам                   |                                      | [ 9 ] [ 67 ]        |
| 2015.  | Тајна у њиховим очима           | Џес Коб                           |                                      | [ 68 ]              |
| 2016.  | Она ми је све                   | Миранда Колинс                    |                                      | [ 69 ]              |
| 2016.  | Игра новца                      | Пети Фен                          |                                      | [ 70 ]              |
| 2017.  | Штрумпфови: Скривено село       | Вила Смрф                         | гласовна улога                       | [ 71 ]              |
| 2017.  | Чудо                            | Изабел Пулман                     |                                      | [ 72 ]              |
| 2018.  | Бен се вратио                   | Холи Бернс                        |                                      | [ 73 ]              |
| 2022.  | Карта за рај                    | Џорџија Котон                     | такође извршни продуцент             | [ 74 ]              |
| 2023.  | Оставите свет иза себе          | Аманда Сандфорд                   | такође продуцент                     | [ 75 ]              |
| 2025.  | After the Hunt                  | Аманда Сандфорд                   | постпродукција                       | [ 76 ]              |
| TBA    | Panic Carefully                 | TBA                               | снимање у току; такође продуцент     | [ 77 ] [ 78 ]       |

| Films that have not yet been released | Означава филмове који још нису објављени |

## Телевизија
| Година | Наслов                                    | Улога          | Напомена                                                         | Реф.          |
| ------ | ----------------------------------------- | -------------- | ---------------------------------------------------------------- | ------------- |
| 1988.  | Пороци Мајамија                           | Поли Вилер     | епизода Mirror Image                                             | [ 79 ]        |
| 1988.  | Baja Oklahoma                             | Кенот Хачинс   | телевизијски филм                                                | [ 80 ]        |
| 1995.  | Before Your Eyes: Angelie's Secret        | наратор        | телевизијски филм                                                | [ 81 ]        |
| 1996.  | Пријатељи                                 | Сузи Мос       | епизода The One After the Superbowl                              | [ 82 ]        |
| 1998.  | Murphy Brown                              | себе           | епизода Never Can Say Goodbye                                    | [ 83 ] [ 84 ] |
| 1999.  | Ред и закон                               | Катрина Ладлоу | епизода Empire                                                   | [ 15 ] [ 83 ] |
| 2000.  | Silent Angels: The Rett Syndrome Story    | наратор        |                                                                  | [ 85 ]        |
| 2000.  | Nature                                    | себе           | епизода Wild Horses of Mongolia with Julia Roberts               | [ 86 ]        |
| 2003.  | Queens Supreme                            | Н/Д            | извршни продуцент                                                | [ 87 ]        |
| 2003.  | Freedom: A History of US                  | Вирџинија      | 2 епизоде                                                        | [ 88 ]        |
| 2004.  | Samantha: An American Girl Holiday        | Н/Д            | извршни продуцент; телевизијски филм                             | [ 89 ]        |
| 2005.  | Felicity: An American Girl Adventure      | Н/Д            | извршни продуцент; телевизијски филм                             | [ 90 ]        |
| 2006.  | Beslan: Three Days In September           | наратор        | документарац                                                     | [ 91 ]        |
| 2006.  | Molly: An American Girl on the Home Front | Н/Д            | извршни продуцент; телевизијски филм                             | [ 92 ]        |
| 2011.  | Extraordinary Moms                        | презентер      | документарац; also извршни продуцент                             | [ 93 ]        |
| 2014.  | Нормално срце                             | др Ема Брукнер | телевизијски филм                                                | [ 94 ]        |
| 2014.  | Makers: Women Who Make America            | наратор        | епизода Women in Hollywood                                       | [ 95 ]        |
| 2017.  | Running Wild with Bear Grylls             | себе           | епизода Julia Roberts                                            | [ 96 ]        |
| 2018.  | Homecoming                                | Хајди Бергман  | 10 епизода; такође извршни продуцент                             | [ 97 ]        |
| 2022.  | Лаж и манипулација                        | Марта Мичел    | 8 епизода; такође извршни продуцент                              | [ 98 ]        |
| 2024.  | Knuckles                                  | Вивијан Ворд   | епизода The Shabbat Dinner; архивски снимак из филма Згодна жена |               |

## Позорница
| Година | Наслов             | Улога      | Драматург       | Напомена                              | Реф.   |
| ------ | ------------------ | ---------- | --------------- | ------------------------------------- | ------ |
| 2006.  | Three Days of Rain | Нан / Лина | Ричард Гринберг | Позориште Бернард Б. Џејкобс, Бродвеј | [ 99 ] |